# كريس ديوولف
كريس ديوولف (بالإنجليزية: Chris DeWolfe)‏ أحد مؤسسي موقع ماي سبيس.